# Tennessee-Tombigbee Waterway
De Tennessee-Tombigbee Waterway, ook wel bekend als Tenn-Tom, is een kanaal in de Amerikaanse staten Mississippi en Alabama en verbindt de rivieren de Tennessee en de Tombigbee. Het kanaal zorgt voor een vaarverbinding tussen het stroomgebied van de Tennessee en de Golf van Mexico waar de Tombigbee bij Mobile de zee bereikt.
Het kanaal heeft een totale lengte van 377 kilometer en er zijn 10 schutsluizen. De sluiskolken zijn 183 meter lang, 33,5 meter breed en 2,7 meter diep. De bouw van het kanaal heeft 12 jaar geduurd en vergde een investering van bijna twee miljard dollar.
Met het graven van het kanaal werd in 1972 aangevangen, het project stond onder leiding van United States Army Corps of Engineers. Er waren eerdere voorstellen, waarvan het eerste in 1875, om een kanaal tussen beide rivieren aan te leggen, maar deze werden afgewezen. Voor het traject moest veel grond worden afgegraven, zelfs meer dan voor de aanleg van het Panamakanaal. Het kanaal was op 12 december 1984 gereed, twee jaar eerder dan verwacht.
Het kanaal verbindt de Tennessee op een zuidelijke punt met de Tombigbee. Voor de scheepvaart betekende dit een aanzienlijke kortere vaarweg naar de Golf van Mexico. Voorheen moesten de schepen weer noorwaarts varen, de Ohio op en dan over de  Mississippi naar het zuiden afzakken. De reistijd voor een binnenvaartschip van Chattanooga naar Mobile werd verkort van ruim 16 dagen naar negen dagen. De twee belangrijkste goederen die over het kanaal worden vervoerd zijn steenkool en hout, maar er wordt ook graan en bouwmaterialen als zand en grind getransporteerd.